# John Elliot (officier de la Royal Navy)
Pour les articles homonymes, voir Elliot.
Ne doit pas être confondu avec John Elliot.
John Elliot, né en 1732 en Écosse et mort le 20 septembre 1808 à Mount Teviot dans le Roxburghshire, est un officier de la Royal Navy ; il sert durant la guerre de Sept Ans, puis durant celle d'indépendance des États-Unis et durant les guerres de la Révolution française et napoléoniennes. Il atteint le rang de admiral of the Red, commandant un grand nombre de vaisseaux ; il est également briévement gouverneur colonial de Terre-Neuve.

## Biographie

### Les jeunes années
John Elliot naît en Écosse en 1732, étant le quatrième fils de Gilbert Elliot et de son épouse Helen.
On connait peu de choses de sa jeunesse si ce n'est qu'il s'engage dans la Royal Navy après avoir été diplômé de la Royal Naval Academy à Portsmouth en 1740 ; il embarque sur l'Augusta (en) en juillet de la même année. Il est ensuiter transféré sur le navire hôpital Princess Royal après une période probablement passée dans la marine marchande.
Il sert sur le Chesterfield, puis sur l'Assistance (en), puis pour deux années sur le sloop Peggy.
Il obtient son diplôme de lieutenant le 1er mai 1752 et est affecté le 30 avril 1756 à bord du Scarborough.
C'est à cette époque que son frère, Gilbert, member of Parliament, devient l'un des lords of the Admiralty (en), permettant à la carrière de John Elliot de prendre son envol. Celui-ci est nommé commander le 21 janvier 1757, puis promu post-captain le 5 avril suivant,.
Il obtient son premier commandement à bord du Hussar au sein de la Channel Fleet et prend part à la reconnaissance sur Rochefort au début de 1758.
En novembre 1758, il reçoit le commandement du tout nouveau Aeolus de 32 canons. Le 19 mars 1759, alors qu'il vogue vers la Bretagne avec l'Isis de 50 canons, il rencontre une flottille de quatre corvettes françaises escortant un convoi.
Le convoi tente de s'échapper, accompagné par deux des corvettes ; l’Iris le poursuit mais les deux corvettes restantes, la Blonde (36 canons) et la Mignonne (20 canons) s'interposent. Elliot parvient à s'emparer de la Mignonne, alors que la Blonde s'échappe. La Mignonne déplore la mort de son capitaine et de nombreux hommes d'équipage ainsi que 25 blessés, dont le capitaine en second. Les pertes de l’Aeolus se montent à deux ou trois blessés. 
John Elliot demeure le reste de l'année sur les côtes françaises dans la flotte d'Edward Hawke. Le 2 décembre 1758, il quitte, au sein de l'escadre, la baie de Quiberon sur l'Intrepid, un vaisseau portant 64 canons. La flotte, surprise par le mauvais temps, s'avère incapable de rejoindre le point de rendez-vous situé au large de Groix et commence à manquer de vivres. Elliot parvient à rejoindre Kinsale le 21 janvier 1760 pour se réapprovisionner. Il y demeure coincé par la tempête et c'est là qu'il reçoit une lettre du Lord lieutenant d'Irlande John Russell demandant assistance. En effet, le corsaire français François Thurot a débarqué avec plusieurs vaisseaux à Carrickfergus le 21 février 1760 et occupe la ville. La lettre a été envoyée dans tous les ports dans l'espoir de trouver des navires disponibles pour intercepter les navires français qui ont quitté l'Irlande le 26 février. Aux côtés d'Elliot, à l'abri dans le port, se trouvent également le Brilliant (en) et le Pallas (en), deux frégates de 36 canons.

### Le combat contre Thurot

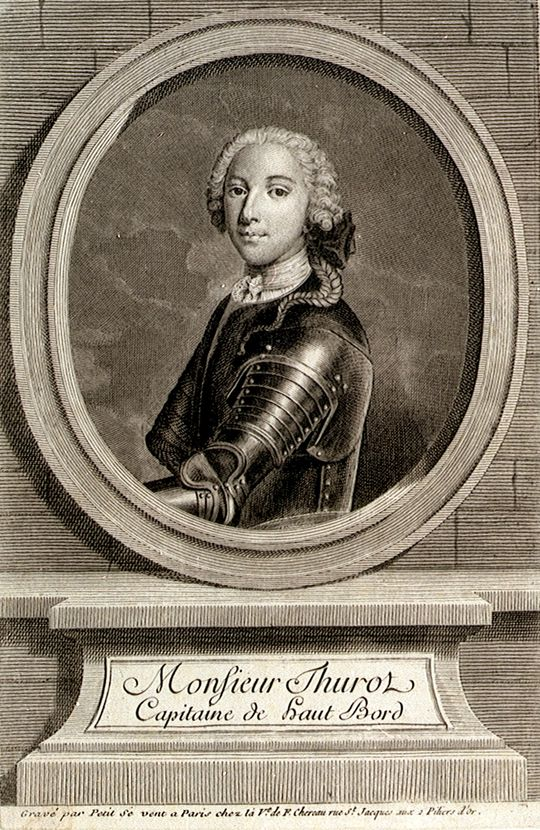
François Thurot, par Gilles Petit.

Elliot arrive à Carrickfergus le 26 février 1760 et découvre que les Français ont déjà repris la mer. Il se lance alors à leur poursuite et les rattrape le 28 suivant.
La flottille française est composée du Maréchal de Belle-Isle, du Terpsichore et de la Blonde (en) ; le combat a lieu au large de l’île de Man à 9 h du matin.
Après une intense bataille, Thurot doit se rendre, les navires de sa flottille ayant été démâtés ou réduits à l’état d’épave. Durant le combat, Thurot est tué par une balle de mousquet et son corps est jeté par-dessus bord. Près de 300 Français ont trouvé la mort ou sont blessés ; de leur côté, les Britanniques déplorent quatre morts et quinze blessés sur l'Aeolus, un mort et cinq blessés sur le Pallas et onze blessés sur le Brillant. Le corps de Thurot, repêché, est ramené à terre à Port William et est enterré avec les honneurs militaires à Kirkmaiden (en). Parmi les objets trouvés sur Thurot, une tabatière en argent à son nom est remise à Elliot. Pour récompenser cette action d’éclat, Elliot et ses capitaines sont remerciés par le palais de Westminster et les Chambres du Parlement irlandais et reçoivent les clés de la ville de Cork. Le cousin d’Elliot, Thomas Pasley, servant sur l‘Aeolus durant la bataille et s’étant distingué durant les combats, est promu au rang de lieutenant de vaisseau. La Blonde et la Terpsichore sont toutes deux incorporées dans la Royal Navy ; Elliot, de retour à Spithead est présenté au roi George II.
En l’honneur de ce coup d’éclat, des chants ont été écrits et des gravures largement diffusées.
En 1804, le vice admiral Horatio Nelson écrivit une lettre à un neveu d’Elliot, Gilbert Elliot-Murray-Kynynmound. 

« I beg you will present my respects to Admiral Elliot; I have had the honour of being introduced to him twenty-two years ago, but never had the pleasure of serving with him; but his action with Thurot will stand the test with any of our modern Victories. »

— Horatio Nelson, 11 janvier 1804.

### La guerre de Sept Ans (1756 - 1763)
Elliot se distingue par la suite par la capture d’un brick de ravitaillement sous les tirs de la batterie de Belle-Île le 17 mai 1760. Durant l’engagement, l‘Aeolus est fort endommagé et doit rentrer au port pour être réparé.
Durant cette période, Elliot semble avoir été affecté aux commandes du Gosport, portant 44 canons, à bord duquel il escorte un convoi marchand en mer Baltique. Néanmoins, l’information doit être considérée avec prudence, les états de service d’Elliot étant souvent confondus avec ceux du capitaine John Eliot (1742-1769) (en).
Une fois l‘Aelos réparé, Elliot reprend le service à son bord et passe l’année 1761 à patrouiller dans le Golfe de Gascogne. Il y capture un corsaire français de 4 canons, le Carnival, le 23 mars et le ramène à Spithead. À son arrivée, il reçoit le commandement du Chichester, portant 70 canons. Il termine la guerre à son bord, naviguant en Méditerranée dans l’escadre de Charles Saunders, sans qu’aucune action ne soit à rapporter.

### La guerre d'indépendance des États-Unis (1775 - 1783)
Sans commandement à l’issue de la guerre de Sept Ans, en 1763, Elliot ne reprend pas le service actif avant 1767, date à laquelle il reçoit la charge du 60 canons Firme, l'un des navires de garde de Plymouth. Il devient également brièvement Member of Parliament de Cockermouth (en) cette même année.
Il est nommé à bord du tout nouveau Portland le 26 septembre 1770, qu'il quitte l’année suivante sans retrouver de commandement avant 1777 ; à cette date, il monte à bord du Trident (en), un vaisseau de 64 canons pour participer à la guerre d'indépendance des États-Unis. Durant sa période d’inactivité, il a été nommé membre de la Royal Society en janvier 1776. Il est promu commodore le 11 avril 1778 ; il embarque presqu’immédiatement Frederick Howard, George Johnstone et William Eden, en route pour l’Amérique du Nord pour prendre part à la commission de paix Carlisle (en). À son arrivée au Delaware, Elliot rejoint la flotte de Richard Howe et participe à la bataille de Rhode Island. Il quitte le Trident et rentre en Angleterre pour une courte période de relâche jusqu’à sa nomination à bord de l’Edgar de 74 canons en mai 1779. C’est à peu près à cette époque qu’il est promu colonel des Royal Marines, poste qu’il assure jusqu’en 1787,.
Elliot fait partie, en 1780, de la flotte de George Brydges Rodney qui assiège Gibraltar ; durant ce siège, il prend part à la bataille du cap Saint-Vincent le 16 juillet 1780. Sa contribution durant cette bataille est déterminante ; l‘Edgar déplore six morts et vingt blessés. Ayant temporairement délivré Gibraltar, Rodney part vers les Caraïbes, laissant Elliot et l‘Edgar en support des troupes de Gibraltarref name="NC438"/>. Elliot découvre rapidement qu’il y a peu à faire pour un navire de l’importance de l‘Edgar à Gibraltar  et qu’il constitue une cible de choix pour les vaisseaux espagnols.
Rodney est alors blâmé pour avoir laissé l‘Edgar à Gibraltar, en contradiction avec ses ordres ; une frégate est affrétée pour porter à Elliot t’ordre de retourner en Angleterre.
Elliot passe le reste de la guerre aux commandes de l‘Edgar dans la Manche. En novembre 1781, l’amirauté reçoit des informations concernant un grand convoi en préparation à Brest sous les ordres de l’amiral de Guichen. Il s’agit d’un convoi de ravitaillement à destinations des Caraïbes et de la flotte française des Indes. L‘Edgar, au sein de l’escadre de 18 vaisseaux de Richard Kempenfelt, s’élance pour intercepter le convoi. L’engagement a lieu le 12 décembre 1781 dans le Golfe de Gascogne à 150 milles au sud-ouest d’Ouessant. Avec la flotte française sous le vent, Kempenfelt attaque immédiatement, capturant 15 navires avant la nuit. Le reste du convoi s’enfuit vers Brest, seuls cinq bateaux atteignant les Caraïbes. Durant cette bataille, l‘Edgar remporte un combat contre le Triomphant de 84 canons, pour lequel il reçoit les félicitations de Kempenfelt.
Il est ensuite nommé à bord du Romney en juin 1782.

### La fin de carrière
À la fin de la guerre, Elliot demeure sans commandement jusqu’en 1786 ; il est alors nommé gouverneur et commandant en chef de Terre-Neuve. Il remplit cette fonction jusqu’à son terme, ayant pour principale responsabilité la bonne marche des activités de pêche. Le vice admiral Mark Milbanke (en) lui succède en 1789, alors qu’il a été promu rear-admiral of the red le 24 septembre 1787. Le 21 février 1790, il est à nouveau promu comme vice-admiral of the blue. En raison de la crise de Nootka, il embarque son pavillon à bord du Barfleur. Le 12 avril 1794, alors que sa santé se dégrade, il est promu vice-admiral of the red, après le début des guerres de la Révolution française ; mais sa santé l’empêche d’y prendre part.
Le 16 avril 1795, il reçoit le grade d‘admiral of the blue, puis d‘admiral of the whiteref name="NC439"/>. Il s’installe dans sa propriété de Mount Teviot, dans le Roxburghshire où il meurt le 20 septembre 1808,.
Ne s’étant jamais marié, il meurt sans descendance, son neveu Gilbert Elliot-Murray-Kynynmound héritant de ses propriétés. Il est l’oncle de Thomas Pasley, de William Cathcart et de l’amiral Robert Digby.